# Liste der spätantiken Binnenkastelle in Ungarn

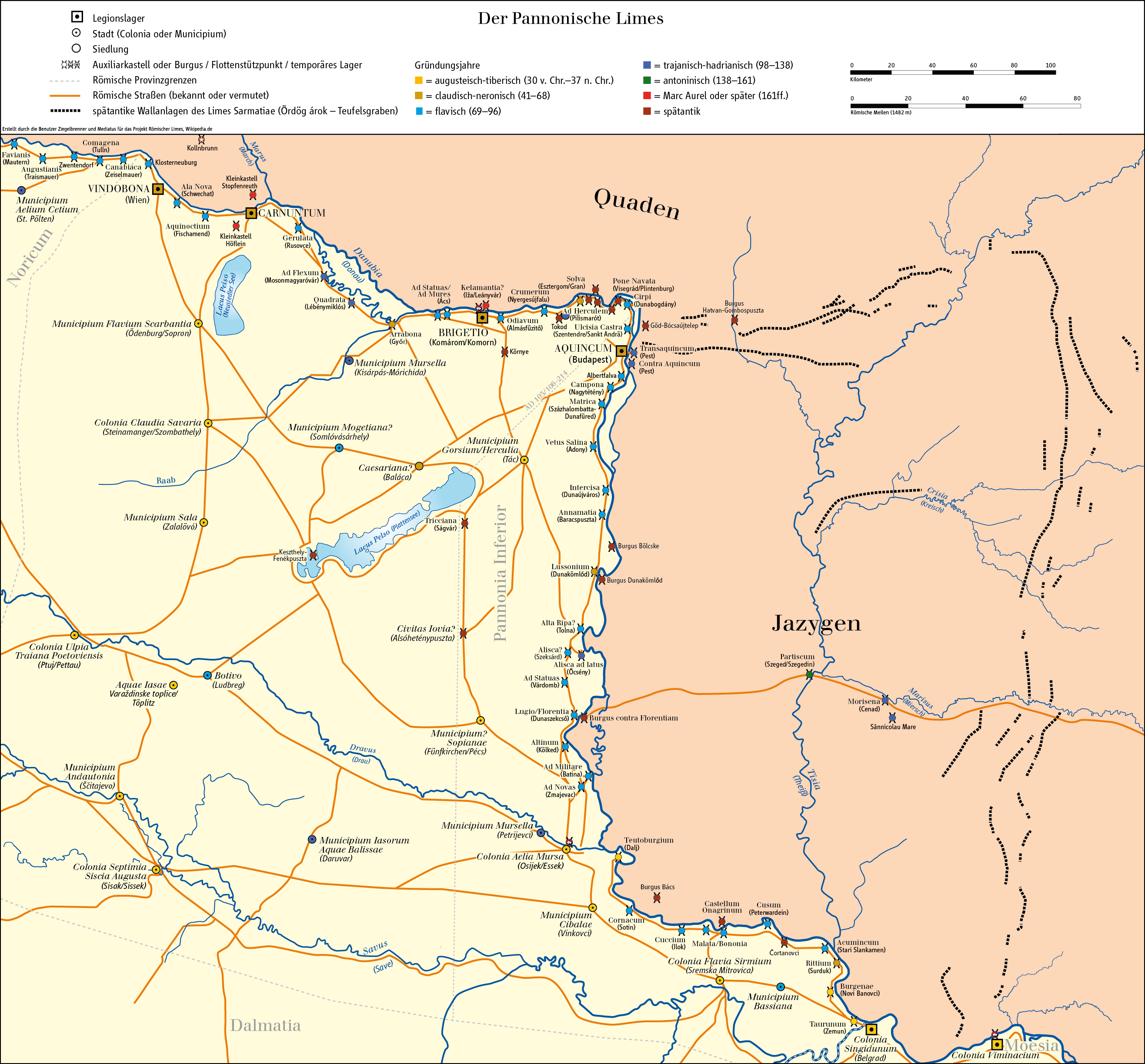
Der pannonische Limes

Die Liste der spätantiken Binnenkastelle in Ungarn umfasst schwer befestigte Siedlungen, denen während der Spätantike möglicherweise der indirekte Schutz der Außengrenze (Limes Pannonicus) der römischen Provinzen Pannoniens (Pannonia) im Bereich des heutigen ungarischen Staates oblag.
Die Zusammenstellung dieser Liste folgt den Angaben des Archäologen Jenő Fitz.

## Befestigungen von Norden nach Süden

### Östliche Linie
| Befestigung              | Strecke | von             | bis                                 | Typ                | Nächstgelegener Ort |
| ------------------------ | ------- | --------------- | ----------------------------------- | ------------------ | ------------------- |
| Binnenkastell Környe     | 01      |                 |                                     |                    | Környe              |
| Binnenkastell Ságvár     | 01      | Constantius II. | bis um 400 n. Chr. oder kurz danach | spätantike Festung | Ságvár              |
| Binnenkastell Alsóhetény | 01      |                 |                                     |                    | Alsóhetény          |

### Westliche Linie
| Befestigung                         | Strecke | von    | bis    | Typ                                            | Nächstgelegener Ort   |
| ----------------------------------- | ------- | ------ | ------ | ---------------------------------------------- | --------------------- |
| Binnenkastell Kisárpás              | 02      |        |        |                                                | Kisárpás              |
| Binnenkastell Keszthely-Fenékpuszta | 02      | 4. Jh. | 9. Jh. | Kastell der rückwärtigen Linie, Nachschublager | Keszthely-Fenékpuszta |